# Flora Ugwunwa
Flora Ugwunwa (* 26. Juni 1984 in Onitsha, Nigeria) ist eine nigerianische Paralympics-Athletin.

## Leben
Flora Ugwunwa hat eine Querschnittslähmung als Folge der Auswirkungen von Polio und nahm an den F54-Klassifizierungswettbewerben in der Disziplin Speerwurf teil. Sie vertrat Nigeria bei den Sommer-Paralympics 2016 und gewann die Goldmedaille im Speerwurf der Frauen in der F54. Sie stellte einen neuen Weltrekord von 20,25 m bei diesem Wettkampf auf.
Sie qualifizierte sich für die Vertretung Nigerias bei den Sommer-Paralympics 2020, nachdem sie bei den Leichtathletik-Weltmeisterschaften der Behinderten 2019 in Dubai (Vereinigte Arabische Emirate) die Silbermedaille im Speerwurf F54 der Frauen mit einer Weite von 18,38 Meter gewonnen hatte.